# 19463 Emilystoll
19463 Emilystoll (1998 HY29) là một tiểu hành tinh vành đai chính được phát hiện ngày 20 tháng 4 năm 1998, bởi nhóm nghiên cứu tiểu hành tinh gần Trái Đất phòng thí nghiệm Lincoln ở Socorro.